# Canzone per te (Il Volo)
Canzone per te è un singolo del gruppo musicale italiano Il Volo, pubblicato il 3 aprile 2015 come secondo estratto dal secondo EP Sanremo grande amore.

## Descrizione
Si tratta di una reinterpretazione dell'omonimo brano di Sergio Endrigo e Roberto Carlos, da loro portato al successo al Festival di Sanremo 1968.

## Video musicale
Il video, diretto da Mauro Russo e prodotto da Calibro 9, è stato pubblicato il 27 aprile 2015 attraverso il canale YouTube del trio.